# Donogoo Tonka
Donogoo Tonka är en tysk komedifilm från 1936 i regi av Reinhold Schünzel. Han skrev även filmens manus efter en pjäs av Jules Romains. Filmen producerades även i en franskspråkig version, Donogoo, med Renée Saint-Cyr i huvudrollen.

## Handling
Josette och Pierre är ett lyckligt men fattigt kärlekspar i Paris. De kommer via en märklig slump i kontakt med geografiprofessor Trouhadec, som har fått problem då han skrivit i en bok om staden Donogoo Tonka i Sydmaerika, som han senare fått veta helt enkelt inte existerar. En viss Broudier som känner till sanningen pressar Trouhadec på pengar för att hålla tyst om den pinsamma missen. Josette och Pierre bestämmer sig för att hjälpa Trouhadec genom att helt sonika grundlägga staden.

## Rollista
- Anny Ondra - Josette
- Viktor Staal - Pierre Lamendin
- Aribert Wäscher - Margajat
- Oskar Sima - Broudier
- Rudolf Platte - Simplou
- Heinz Salfner - Trouhadec
- Will Dohm - Albert
- Paul Bildt - Rufisque
- Albert Florath - Voisin
- Ewald Wenck - tjänsteman
- Olga Limburg - direktris
- Max Schreck - en utvandrare